# 特例市
特例市（とくれいし）は、日本の地方公共団体のうち「法定人口が20万人以上」の要件を満たし、地方自治法第252条の26の3第1項に定める政令による特別指定を受けた市のこと。かつて存在した都道府県の事務権限の一部を移譲する大都市制度の1つで、2015年に制度としては廃止され、廃止時に特例市だった市のうち中核市等に移行しなかった市は施行時特例市と呼ばれ、中核市移行に際し経過措置がとられている。

## 概要

### 施行当時
特例市制度は2000年（平成12年）4月1日から施行され、同年11月1日から2014年（平成26年）4月1日にかけて指定がなされた。
これにより日本の大都市制度は、政令指定都市（要件：法定人口50万人以上）・中核市（当時の要件：法定人口30万人以上）・特例市（当時の要件：法定人口20万人以上）の3段階となった。これらはいずれも都市の規模に応じて、都道府県の事務権限の一部が市に移譲される制度で、特例市には「中核市に準じた事務の範囲」が移譲された。
特例市の指定は、関係市からの申出に基づき、市議会及び都道府県議会の議決を経て、政令でなされた。一度指定されると、法定人口や推計人口が減少して20万人以下になったとしても指定は解除されず、また法定人口が30万人以上になった場合でも自動的に中核市に昇格するわけではなく、中核市指定の手続きを改めてすることになっていた。

### 制度の廃止
「特例市と中核市との区別を無くそう」という意見が中核市市長会と全国特例市市長会の双方から出されており、これらの問題を取り扱う国の地方制度調査会側も前向きな姿勢を見せた。その結果、2014年（平成26年）5月23日可決・成立の改正地方自治法（当該部分の施行は2015年4月1日）により、特例市制度が廃止されるとともに、中核市の人口要件を「20万人以上」に緩和し双方を事実上統合することとなった。
改正法施行の時点で中核市に移行していない特例市は、制度上は他の一般市と同格となり、仮に人口が20万人を超えていても中核市指定のためには改めての手続きが必要となっている。ただしこれらの市は「施行時特例市」に指定され、経過措置として従来の特例市の事務権限を引き続き保持出来るとともに、前述の改正法施行後5年間（2020年4月1日まで）に限り、人口が20万人未満になったとしても中核市に移行できるものとされている。この中核市への移行についての人口特例は、期限が延長されずに2020年に終了している。事務権限については、期限はないので2020年4月以降も変更はない。ただしもともと特例市の制度は、一律に権限の委譲がされるのではなく、個々に移譲の範囲が決定され、施行時特例市は、地方自治法の一部を改正する法律（平成26年法律第42号）附則第2条に「施行時特例市が処理する事務に関する法令の立案に当たっては、同号に掲げる規定の施行の際施行時特例市が処理することとされている事務を都道府県が処理することとすることがないよう配慮」と規程されることにより、個々の法令ベースで規定されている。
なお「施行時」特例市の施行時とは、制度廃止の施行時を意味する。先述のとおり、制度施行時からの特例市は存在しない。

## 移譲される事務
法令上は、「中核市が処理することができる事務のうち、『都道府県が一体的に処理すべき』とされた事務以外のものを処理する」と定義される。
行政分野ごとに個別にみると、特例市は環境保全行政・都市計画行政の分野において、中核市に近い権限を持つことになる。中核市との大きな相違点（中核市に認められ、特例市には認められないもの）としては、民生行政（社会福祉関係の事務）、保健衛生行政（中核市は自ら保健所を設置して処理）、地方教育行政（中核市は県費負担教職員に対して研修実施の権限）に関する事務などがあげられる。特例市に指定されると、移譲を受けた事務権限を行使するために必要な財源として、地方交付税が増額される。
特例市に移譲される権限は、すべて列挙すれば1000件程度にのぼるため、ここでは主要な権限のみを抜粋して掲載する。なお、ここに掲げるのはあくまでも標準的な特例市の例であり、都道府県が独自の条例を制定して、更に多くの権限を移譲することも可能である。
| 事務                                                                                                   | 特例市が移譲される事務 | 中核市との違い（中核市に認められ、特例市に認められない事務） |
| --- | --- | --- |
| 民生行政に関する事務 特例市に移譲される事務はない                                                      | 特例市に該当するものはない。 | - 地方社会福祉審議会の設置・運営（社会福祉法関係） - 社会福祉施設（保育園・特別養護老人ホームなど）の設立認可・指導監査 - 民生委員の定数決定、指導訓練等（民生委員法関係） - 身体障害者手帳の交付（身体障害者福祉法関係） - 母子・父子自立相談員の設置・寡婦福祉資金の貸付け（母子及び父子並びに寡婦福祉法関係）                                                           |
| 保健衛生行政に関する事務 特例市に移譲される事務はない。 中核市は、自ら保健所を設置。政令市と同様の権限 | 特例市に該当するものはない。 | - 保健所の設置を通じて、次の事務を行う - 伝染病・結核・エイズ等の予防のための措置（伝染病予防法関係） - 飲食店、興行場、旅館、公衆浴場の営業許可（食品衛生法関係） - 墓地、納骨堂又は火葬場の経営の許可（墓地、埋葬等に関する法律関係） - 診療所、助産所の開設許可（医療法関係） - 動物愛護や管理に関する事務（動物愛護法関係） - 浄化槽の保守点検業の登録（浄化槽法関係） |
| 都市計画に関する事務 都市景観の保全を除き、中核市と同様の権限                                          | - 市街化区域又は市街化調整区域内の開発行為の許可（都市計画法関係） - 都市計画施設、市街地開発事業、市街地再開発事業の区域内における建築の許可 - 土地区画整理組合の設立認可、土地区画整理事業区域内の建築の許可 - 宅地造成の許可 - 住宅地区改良事業内の建築の許可 - 高齢者、身体障害者等が円滑に利用できる特定建築物の建築及び維持保全計画の認定（建築基準法関係） | 左記の特例市の事務に加えて、 - 屋外広告物の条例による設置の制限（景観法関係） |
| 環境保全行政に関する事務 中核市の権限の一部                                                            | - 騒音、悪臭、振動の規制地域・規制基準の設定（悪臭防止法・振動規制法・騒音規制法関係） ※2012年4月1日には一般市にも移譲された。 - 水質の保全（特定施設の設置の届出等の受理、監視等）（水質汚濁防止法関係） | 左記の特例市の事務に加えて、 - 産業廃棄物処理施設の許可・監督（産業廃棄物処理法関係） - ばい煙発生施設、粉じん発生施設の設置の届け出 |
| 地方教育行政に関する事務 特例市に移譲される事務はない。 中核市は、県費負担教職員に研修を実施する権限   | 特例市に該当するものはない。 | - 県費負担教職員の研修 中核市は、県費負担教職員の研修権限がある。 - 重要文化財の現状変更の許可 |
| 行政組織上の特例・その他                                                                               | - 計量法に基づく勧告・定期検査（計量法関係） 関与の特例については、該当なし。 | 計量法事務は中核市にも該当。 中核市として移譲された事務については、通常都道府県知事の監督が必要とされる場合でも その監督を受ける必要がなく、直接主任の大臣の監督となる。 |

## 特例市の一覧

### 施行時特例市
特例市制度廃止時点に特例市に指定されていた市のうち、中核市や政令指定都市に移行していない市。2021年4月1日現在、以下の23市が「施行時特例市」に指定されている。
| 地方     | 都道府県 | 自治体名 | 特例市の指定日            | 特記事項                                                                    |
| -------- | -------- | -------- | ------------------------- | --------------------------------------------------------------------------- |
| 関東地方 | 茨城県   | つくば市 | 2007年（平成19年）4月1日  | 中核市移行を検討している。                                                  |
| 関東地方 | 群馬県   | 伊勢崎市 | 2007年（平成19年）4月1日  |                                                                             |
| 関東地方 | 群馬県   | 太田市   | 2007年（平成19年）4月1日  |                                                                             |
| 関東地方 | 埼玉県   | 所沢市   | 2002年（平成14年）4月1日  | 施行時特例市の中で最も推計人口が多い。2030年4月の中核市移行を目指している。 |
| 関東地方 | 埼玉県   | 草加市   | 2004年（平成16年）4月1日  |                                                                             |
| 関東地方 | 埼玉県   | 春日部市 | 2008年（平成20年）4月1日  |                                                                             |
| 関東地方 | 埼玉県   | 熊谷市   | 2009年（平成21年）4月1日  | 特例期限中の中核市移行は見送る方針。                                        |
| 関東地方 | 神奈川県 | 小田原市 | 2000年（平成12年）11月1日 |                                                                             |
| 関東地方 | 神奈川県 | 大和市   | 2000年（平成12年）11月1日 |                                                                             |
| 関東地方 | 神奈川県 | 平塚市   | 2001年（平成13年）4月1日  |                                                                             |
| 関東地方 | 神奈川県 | 厚木市   | 2002年（平成14年）4月1日  |                                                                             |
| 関東地方 | 神奈川県 | 茅ヶ崎市 | 2003年（平成15年）4月1日  |                                                                             |
| 中部地方 | 新潟県   | 長岡市   | 2007年（平成19年）4月1日  |                                                                             |
| 中部地方 | 新潟県   | 上越市   | 2007年（平成19年）4月1日  | 施行時特例市の中で最も推計人口が少ない。                                    |
| 中部地方 | 静岡県   | 沼津市   | 2000年（平成12年）11月1日 |                                                                             |
| 中部地方 | 静岡県   | 富士市   | 2001年（平成13年）4月1日  |                                                                             |
| 中部地方 | 愛知県   | 春日井市 | 2001年（平成13年）4月1日  |                                                                             |
| 中部地方 | 三重県   | 四日市市 | 2000年（平成12年）11月1日 |                                                                             |
| 近畿地方 | 大阪府   | 茨木市   | 2001年（平成13年）4月1日  |                                                                             |
| 近畿地方 | 大阪府   | 岸和田市 | 2002年（平成14年）4月1日  | 2018年4月の中核市移行を目指していたが、2016年12月6日に見送ることを発表。    |
| 近畿地方 | 兵庫県   | 加古川市 | 2002年（平成14年）4月1日  |                                                                             |
| 近畿地方 | 兵庫県   | 宝塚市   | 2003年（平成15年）4月1日  |                                                                             |
| 九州地方 | 佐賀県   | 佐賀市   | 2014年（平成26年）4月1日  | 県庁所在地                                                                  |

### かつての特例市
「指定解除日」が2015年4月2日以降のものは施行時特例市からの解除、それより前のものは特例市からの解除。
| 都道府県 | 自治体名 | 特例市の指定日            | 指定解除日と理由                        |
| -------- | -------- | ------------------------- | --------------------------------------- |
| 静岡県   | 清水市   | 2001年（平成13年）4月1日  | 2003年（平成15年）4月1日に廃止。        |
| 北海道   | 函館市   | 2000年（平成12年）11月1日 | 2005年（平成17年）10月1日に中核市移行。 |
| 山口県   | 下関市   | 2002年（平成14年）4月1日  | 2005年（平成17年）10月1日に中核市移行。 |
| 岩手県   | 盛岡市   | 2000年（平成12年）11月1日 | 2008年（平成20年）4月1日に中核市移行。  |
| 福岡県   | 久留米市 | 2001年（平成13年）4月1日  | 2008年（平成20年）4月1日に中核市移行。  |
| 群馬県   | 前橋市   | 2001年（平成13年）4月1日  | 2009年（平成21年）4月1日に中核市移行。  |
| 滋賀県   | 大津市   | 2001年（平成13年）4月1日  | 2009年（平成21年）4月1日に中核市移行。  |
| 兵庫県   | 尼崎市   | 2001年（平成13年）4月1日  | 2009年（平成21年）4月1日に中核市移行。  |
| 群馬県   | 高崎市   | 2001年（平成13年）4月1日  | 2011年（平成23年）4月1日に中核市移行。  |
| 大阪府   | 豊中市   | 2001年（平成13年）4月1日  | 2012年（平成24年）4月1日に中核市移行。  |
| 大阪府   | 枚方市   | 2001年（平成13年）4月1日  | 2014年（平成26年）4月1日に中核市移行。  |
| 埼玉県   | 越谷市   | 2003年（平成15年）4月1日  | 2015年（平成27年）4月1日に中核市移行。  |
| 広島県   | 呉市     | 2000年（平成12年）11月1日 | 2016年（平成28年）4月1日に中核市移行。  |
| 長崎県   | 佐世保市 | 2001年（平成13年）4月1日  | 2016年（平成28年）4月1日に中核市移行。  |
| 青森県   | 八戸市   | 2001年（平成13年）4月1日  | 2017年（平成29年）1月1日に中核市移行。  |
| 埼玉県   | 川口市   | 2001年（平成13年）4月1日  | 2018年（平成30年）4月1日に中核市移行。  |
| 大阪府   | 八尾市   | 2001年（平成13年）4月1日  | 2018年（平成30年）4月1日に中核市移行。  |
| 兵庫県   | 明石市   | 2002年（平成14年）4月1日  | 2018年（平成30年）4月1日に中核市移行。  |
| 鳥取県   | 鳥取市   | 2005年（平成17年）10月1日 | 2018年（平成30年）4月1日に中核市移行。  |
| 島根県   | 松江市   | 2012年（平成24年）4月1日  | 2018年（平成30年）4月1日に中核市移行。  |
| 山形県   | 山形市   | 2001年（平成13年）4月1日  | 2019年（平成31年）4月1日に中核市移行。  |
| 福井県   | 福井市   | 2000年（平成12年）11月1日 | 2019年（平成31年）4月1日に中核市移行。  |
| 山梨県   | 甲府市   | 2000年（平成12年）11月1日 | 2019年（平成31年）4月1日に中核市移行。  |
| 大阪府   | 寝屋川市 | 2001年（平成13年）4月1日  | 2019年（平成31年）4月1日に中核市移行。  |
| 茨城県   | 水戸市   | 2001年（平成13年）4月1日  | 2020年（令和2年）4月1日に中核市移行。   |
| 大阪府   | 吹田市   | 2001年（平成13年）4月1日  | 2020年（令和2年）4月1日に中核市移行。   |
| 長野県   | 松本市   | 2000年（平成12年）11月1日 | 2021年（令和3年）4月1日に中核市移行。   |
| 愛知県   | 一宮市   | 2002年（平成14年）4月1日  | 2021年（令和3年）4月1日に中核市移行。   |

## 人口順位
- 推計人口による順位などは、各項目名にあるボタンをクリックすることで得られる。
- 人口の単位は「人」。

| 順 位 | 都道 府県 | 市       | 法定人口 （人） | 推計人口 （人） | 増減率 (%) | 種別         | 推計人口の 統計年月日 |
| ----- | --------- | -------- | --------------- | --------------- | ---------- | ------------ | --------------------- |
| 1     | 埼玉県    | 所沢市   | 342,464         | 340,274         | -0.64      | 施行時特例市 | 2025年3月1日          |
| 2     | 愛知県    | 春日井市 | 308,681         | 303,073         | -1.82      | 施行時特例市 | 2025年3月1日          |
| 3     | 三重県    | 四日市市 | 305,424         | 299,716         | -1.87      | 施行時特例市 | 2025年3月1日          |
| 4     | 大阪府    | 茨木市   | 287,730         | 290,294         | +0.89      | 施行時特例市 | 2025年3月1日          |
| 5     | 新潟県    | 長岡市   | 266,936         | 254,702         | -4.58      | 施行時特例市 | 2025年3月1日          |
| 6     | 兵庫県    | 加古川市 | 260,878         | 254,418         | -2.48      | 施行時特例市 | 2025年3月1日          |
| 7     | 神奈川県  | 平塚市   | 258,422         | 257,736         | -0.27      | 施行時特例市 | 2025年3月1日          |
| 8     | 埼玉県    | 草加市   | 248,304         | 249,868         | +0.63      | 施行時特例市 | 2025年3月1日          |
| 9     | 静岡県    | 富士市   | 245,392         | 238,545         | -2.79      | 施行時特例市 | 2025年4月1日          |
| 10    | 神奈川県  | 茅ヶ崎市 | 242,389         | 245,072         | +1.11      | 施行時特例市 | 2025年3月1日          |
| 11    | 茨城県    | つくば市 | 241,656         | 260,168         | +7.66      | 施行時特例市 | 2025年3月1日          |
| 12    | 神奈川県  | 大和市   | 239,169         | 244,098         | +2.06      | 施行時特例市 | 2025年3月1日          |
| 13    | 佐賀県    | 佐賀市   | 233,301         | 227,568         | -2.46      | 施行時特例市 | 2025年3月1日          |
| 14    | 埼玉県    | 春日部市 | 229,792         | 225,551         | -1.85      | 施行時特例市 | 2025年3月1日          |
| 15    | 兵庫県    | 宝塚市   | 226,432         | 220,287         | -2.71      | 施行時特例市 | 2025年3月1日          |
| 16    | 神奈川県  | 厚木市   | 223,705         | 222,973         | -0.33      | 施行時特例市 | 2025年3月1日          |
| 17    | 群馬県    | 太田市   | 223,014         | 221,849         | -0.52      | 施行時特例市 | 2025年3月1日          |
| 18    | 群馬県    | 伊勢崎市 | 211,850         | 210,688         | -0.55      | 施行時特例市 | 2025年3月1日          |
| 19    | 埼玉県    | 熊谷市   | 194,415         | 189,207         | -2.68      | 施行時特例市 | 2025年3月1日          |
| 20    | 大阪府    | 岸和田市 | 190,658         | 183,870         | -3.56      | 施行時特例市 | 2025年3月1日          |
| 21    | 静岡県    | 沼津市   | 189,386         | 180,273         | -4.81      | 施行時特例市 | 2025年4月1日          |
| 22    | 神奈川県  | 小田原市 | 188,856         | 185,360         | -1.85      | 施行時特例市 | 2025年3月1日          |
| 23    | 新潟県    | 上越市   | 188,047         | 178,479         | -5.09      | 施行時特例市 | 2025年3月1日          |

## 将来人口推計
- 人口の単位は「人」。

| 順 位 | 都道 府県 | 市       | 2045年 推計人口 | 2021年 推計人口 |
| ----- | --------- | -------- | --------------- | --------------- |
| 1     | 埼玉県    | 所沢市   | 292,000         | 342,144         |
| 2     | 愛知県    | 春日井市 | 267,694         | 307,181         |
| 3     | 三重県    | 四日市市 | 283,410         | 304,000         |
| 4     | 大阪府    | 茨木市   | 265,917         | 288,620         |
| 5     | 新潟県    | 長岡市   | 208,572         | 262,381         |
| 6     | 兵庫県    | 加古川市 | 230,558         | 258,411         |
| 7     | 神奈川県  | 平塚市   | 208,823         | 257,503         |
| 8     | 埼玉県    | 草加市   | 219,300         | 248,978         |
| 9     | 静岡県    | 富士市   | 183328          | 242,890         |
| 10    | 神奈川県  | 茅ヶ崎市 | 227190          | 243,951         |
| 11    | 茨城県    | つくば市 | 242804          | 250,724         |
| 12    | 神奈川県  | 大和市   | 219973          | 241,956         |
| 13    | 佐賀県    | 佐賀市   | 209719          | 231,275         |
| 14    | 埼玉県    | 春日部市 | 172,578         | 228,411         |
| 15    | 兵庫県    | 宝塚市   | 185968          | 224,614         |
| 16    | 神奈川県  | 厚木市   | 193759          | 223,991         |
| 17    | 群馬県    | 太田市   | 200107          | 221,355         |
| 18    | 群馬県    | 伊勢崎市 | 188505          | 210,742         |
| 19    | 埼玉県    | 熊谷市   | 150,068         | 193,126         |
| 20    | 大阪府    | 岸和田市 | 147949          | 187,542         |
| 21    | 静岡県    | 沼津市   | 134052          | 186,169         |
| 22    | 神奈川県  | 小田原市 | 146484          | 187,564         |
| 23    | 新潟県    | 上越市   | 143032          | 184,210         |